# Bolbonota nisus
Bolbonota nisus är en insektsart som beskrevs av Ernst Friedrich Germar. Bolbonota nisus ingår i släktet Bolbonota och familjen hornstritar. Inga underarter finns listade i Catalogue of Life.